# R50 (België)

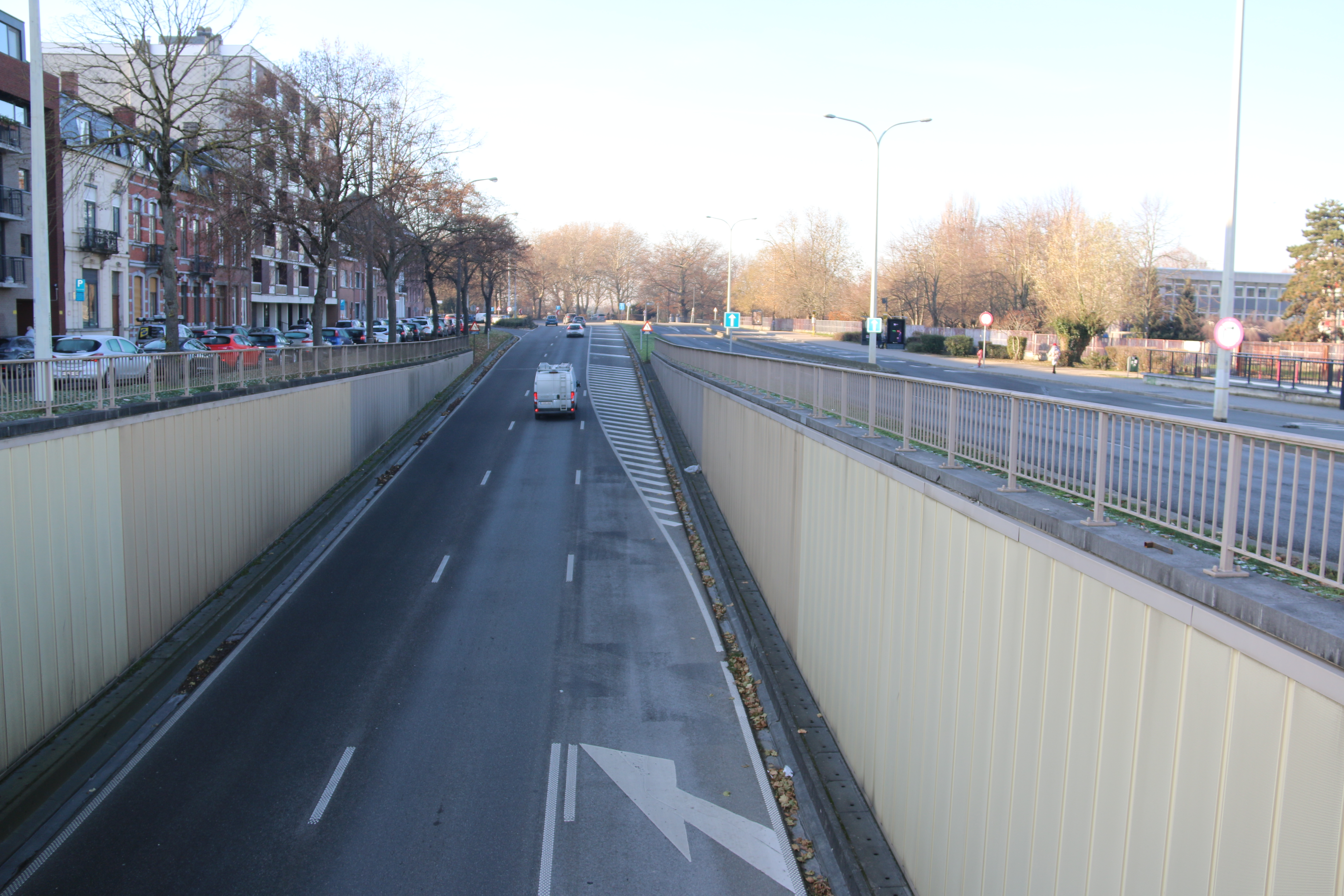
De R50

De R50 is de kleine ring rond de Belgische stad Bergen. De ringweg vormt een volledige lus rond het centrum van de stad. De R50 bestaat uit een centrale eenrichtingsweg in tegenwijzerzin en twee ventwegen. De rijrichting van de buitenste ventweg is dezelfde als die van de centrale weg, de rijrichting van de binnenste ventweg varieert. De centrale weg telt 2 of 3 rijstroken, de ventwegen tellen er 1 of 2. De R50 is zo'n 5 km lang.

## Straatnamen
De R50 heeft de volgende straatnamen:
- Boulevard Sainctelette
- Boulevard Albert-Elisabeth
- Boulevard Dolez
- Boulevard Fulgence Masson
- Boulevard Président J.F. Kennedy
- Boulevard Winston Churchill
- Boulevard Charles Quint
- Boulevard Gendebien
- Place des Alliés